# Parasaurolophus
Parasaurolophus ("téměř jako Saurolophus") byl rod velkého, asi 10 metrů dlouhého býložravého kachnozobého dinosaura ze skupiny Ornithopoda. Známý je z dobře zachovaných fosilních pozůstatků mnoha jedinců různých věkových stadií. Před 76 až 73 milióny let (období svrchní křídy) obýval západ Severní Ameriky (například souvrství Fruitland).

## Popis
Gregory S. Paul odhadl v roce 2010 velikost dospělých zástupců druhu P. walkeri na 7,5 metru délky a hmotnost 2600 kg. Mnohem větší rozměry přisuzuje tomuto dinosaurovi paleontolog Michael J. Benton, a to délku asi 9,5 metru a hmotnost 5100 kg. Podobně jako jiní velcí ornitopodi, i parasaurolofus se obyčejně pohyboval na všech čtyřech končetinách. V případě potřeby se však dokázal vztyčit na zadní končetiny – například při běhu. Tento rod patřil mezi hadrosauridy vyznačující se dutým kostěným hřebenem na hlavě, který byl napojený na dýchací cesty. Kostěný hřeben tohoto dinosaura byl až 180 cm dlouhý, připomínal trubici a směřoval dozadu. Samice mívaly kostěný hřeben o mnoho kratší než samci. Počítačová animace ukázala, že díky kostěnému hřebenu dokázal vydávat různé impozantně hlasité zvuky. Mnozí vědci též předpokládají, že dodával zvířeti výjimečně citlivý čich. Příbuzným rodem je Charonosaurus.
Výzkum holotypu druhu P. walkeri, publikovaný koncem roku 2020 ukázal, že tento jedinec utrpěl četná zranění, dochovaná jako paleopatologické kosterní abnormality na čelistech a obratlích. Je možné, že tento jedinec byl zabit padajícím stromem, který zasáhl jeho hrudní páteř.
Druh P. cyrtocristatus byl detailněji popsán na základě kompletnějších fosilních pozůstatků a popisná studie byla publikována začátkem roku 2021.
Mezi hlavní predátory tohoto ceratopsida v souvrství Kaiparowits mohl patřit velký tyranosauridní teropod druhu Teratophoneus curriei.

## Mládě jménem Joe
V říjnu 2013 byl oznámen objev skvěle zachovaného mláděte parasaurolofa, které dostalo přezdívku "Joe". Toto asi roční mládě o délce 2,5 metru se dochovalo i s otisky kůže a vnitřní strukturou dýchacích cest i lebečního hřebene. Objev učinil tehdy sedmnáctiletý student Kevin Terris v roce 2009 v Utahu (souvrství Kaiparowits).

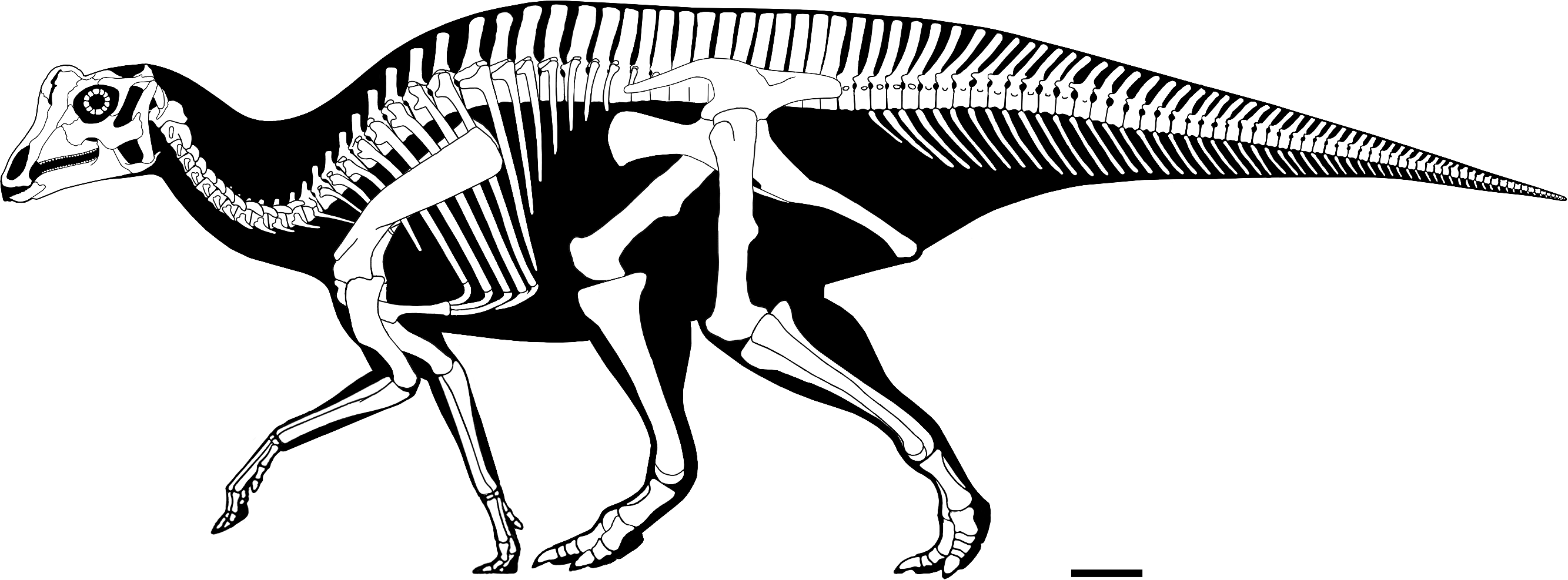
Rekonstrukce kostry mláděte parasaurolofa.

## Zvukový projev
Rekonstrukce lebečních dutin a počítačový model lebky umožnil v 90. letech 20. století rekonstruovat pravděpodobné zvuky, které parasaurolofové vydávali. Šlo o táhlé bučení, rezonující podobně jako zvuk vydávaný slony nebo některými druhy velryb. Parasaurolofové se takto nejspíš lépe dorozumívali a komunikovali vzájemně i na poměrně velké vzdálenosti.

## V populární kultuře
Parasaurolofové se objevují v románu i filmu Jurský park i ve filmu Jurský park 3. Jsou správně zobrazeni jako stádní zvířata, dorozumívající se troubením za pomoci svých lebečních hřebenů. Stejně tak se objevují v šestém díle seriálu Prehistorický park nebo též v trikovém dokumentu Země albertosaura.

### Česká literatura
- SOCHA, Vladimír (2021). Dinosauři – rekordy a zajímavosti. Nakladatelství Kazda, Brno. ISBN 978-80-7670-033-8 (str. 151-152)